# Irina Press
Irina Natanovna Press (en ruso: Ирина Натановна Пресс, en ucraniano: Ірина Натанівна Пресс, Iryna Natanivna Press; Járkov, Unión Soviética, 10 de marzo de 1939-Moscú, Rusia, 22 de febrero de 2004) fue una polifacética atleta soviética que compitió en los Juegos Olímpicos de 1960 y 1964. En 1960, ganó una medalla de oro en los 80 m de vallas y quedó cuarta en el relevo 4 × 100 m. En 1964, quedó cuarta en vallas y sexta en lanzamiento de peso, pero ganó el oro en la nueva prueba de pentatlón.
Junto con su hermana mayor, Tamara, Irina estableció 26 récords mundiales entre 1959 y 1966. En 1967 ganó su último campeonato de la URSS. Ambas hermanas pusieron fin a sus carreras de forma abrupta cuando se introdujo la verificación de género. Algunos han sugerido que las hermanas Press eran masculinas o intersexuales. Otro alegato fue que el gobierno soviético les inyectaba hormonas masculinas para hacerlas más fuertes. Sin embargo, en las listas de evacuación soviéticas de 1942 (a la edad de 3 años) se identificaba a Irina Press como niña.
Después de retirarse de las competiciones, Press se licenció en educación física y fue entrenadora en su club, el Dinamo de Moscú. También ocupó puestos en la administración deportiva soviética, como la de jefa de departamento del Comité Estatal de Cultura Física, Deportes y Turismo soviético y posteriormente ruso. Desde 2000 y hasta su muerte en 2004 dirigió el Comité de Cultura Física y Deportes de Moscú.

## Primeros años

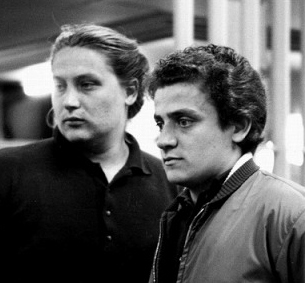
Irina Press (a la derecha) y su hermana Tamara.

Press nació en el seno de una familia judía de Járkov, Ucrania, entonces parte de la URSS. Su padre falleció en 1942 luchando en la Segunda Guerra Mundial, mientras que su madre se llevaba a sus hijas a Samarkanda, donde comenzaron a entrenar en atletismo.
Después de la guerra, las hermanas Press estudiaron en la Universidad de Leningrado y empezaron a destacar en sus respectivas pruebas: Tamara en lanzamiento de peso y disco e Irina en 80 m vallas y pentatlón.

## Carrera
Irina compitió en las pruebas de pentatlón, 80 m vallas, 4 x 100 m, Lanzamiento de peso.  Ganó dos medallas de oro olímpicas: en 80 m vallas en los Juegos Olímpicos de Roma (1960) (disciplina en la que había establecido el récord mundial en 10,6' dos meses antes) y en pentatlón en los de Tokio (1964). Además de las medallas olímpicas, en el ámbito internacional ganó cuatro medallas en los Campeonato Europeo de Atletismo en relevos 4 x 100 m (Estocolmo (1958), Belgrado (1962) y Belgrado (1962) (tres de ellas de oro) y dos títulos en las Universiadas de Sofía (1961) y Porto Alegre (1963).
Sus marcas personales en las distintas pruebas en que competían fueron:
- 100 m lisos ...... 11,4' en 1960[1]
- 80 m vallas ..... 10,3' en 1965[1]
- Lanzamiento de disco .....17,21 metros en 1964[1]
- Pentatlón ......... 5246 puntos en 1964[1]

## Palmarés
Palmarés internacional
| Año  | Campeonato              | Sede  | Evento              | Resultado | Marca        | Nota           |
| ---- | ----------------------- | ----- | ------------------- | --------- | ------------ | -------------- |
| 1960 | J. Olímpicos Roma 1960  | Roma  | 80 m vallas         | Oro       | 10,93'       |                |
| 1960 | J. Olímpicos Roma 1960  | Roma  | Relevos 4 × 100 m   | 4.º       | 45,39'       |                |
| 1961 | Universiada 1961        | Sofía | 80 m vallas         | Oro       | 10,90'       |                |
| 1961 | Universiada 1961        | Sofía | Lanzamiento de peso | Plata     | 15,61 m      |                |
| 1964 | J. Olímpicos Tokio 1964 | Tokio | Pentatlón           | Oro       | 5.246 puntos | Récord mundial |
| 1964 | J. Olímpicos Tokio 1964 | Tokio | 80 m vallas         | 4.ª       | 10,62'       |                |
| 1964 | J. Olímpicos Tokio 1964 | Tokio | Lanzamiento de peso | 6.ª       | 16,71 m      |                |

## Provisional
Campeonatos nacionales
Tamara Press conquistó un total de 11 títulos nacionales en la Unión Soviética:
- 5 en 80 metros vallas (1960, 1961, 1964, 1965 y 1966).[15]
- 5 en heptatlón(1960, 1961, 1964, 1965 y 1966).[15]
- 1 en pentatlón indoor (1965).[16]

Récord mundiales
- 80 metros vallas[17]

- 10,6' - Moscú, 16 de julio de 1960
- 10,5' - Kiev, 9 de agosto de 1964
- 10,5' - Kiev, 28 de agosto de 1964
- 10,4' - Kassel, 19 de septiembre de 1965
- 10,4' - Alma Ata, 9 de octubre de 1965
- 10,3' - Tbilisi, 24 de octubre de 1965

- Pentatlón[1]

- 4.880 puntos - en 1959
- 4.902 puntos - en 1960
- 4.959 puntos - en 1960
- 4.972 puntos - en 1960
- 5.137 puntos - en 1961
- 5.246 puntos - Tokio 1964